# Пикетт, Джозеф
Джозеф Пикетт (англ. Joseph Pickett; 1848, Нью-Хоп, Пенсильвания, США — 12 декабря 1918) — американский художник-самоучка, представитель наивного искусства.

## Биография
Родился в марте 1848 года в Нью-Хопе, штат Пенсильвания, куда его отец Эдвард Пикетт (англ. Edward Dunlap Pickett) переехал в 1840 году для ремонта шлюзов на реке Делавэр.
На протяжении своей жизни Джозеф занимался различными работами, в том числе был плотником, кораблестроителем, кладовщиком. Некоторое время обслуживал стрелковые тиры на ярмарках и открыл свой собственный в городке Нешамини Фоллс. В сорок пять лет Пикетт женился на Эмили Пикетт (1848—1929), оставил тир и открыл бакалейный магазин. В этот поздний период жизни он начал заниматься рисованием. Долго был известен только в родном городе, и только в 1930 году о нём узнала американская общественность.
Умер художник 12 декабря 1918 года в родном городе и был похоронен на кладбище Бичвуд города Хёлмевиль.
В библиотеке Художественного музея Джеймса Миченера имеется изображение Джозефа Пикетта, выполненное Ллойд Нэй (Lloyd Ney) в 1961 году.

Некоторые работы
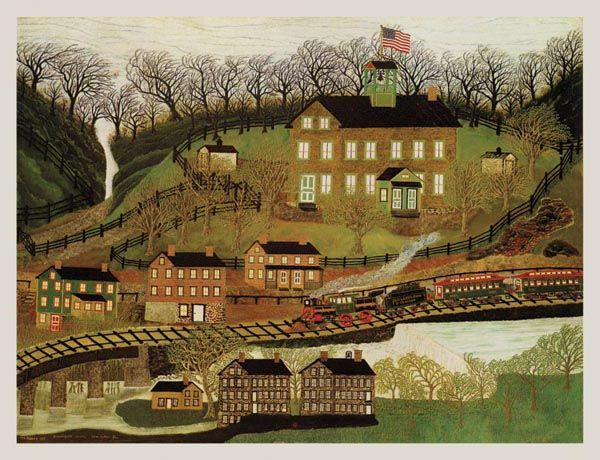
Manchester Valley
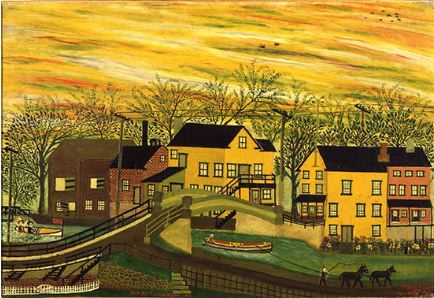
Lehigh Canal, Sunset, New Hope
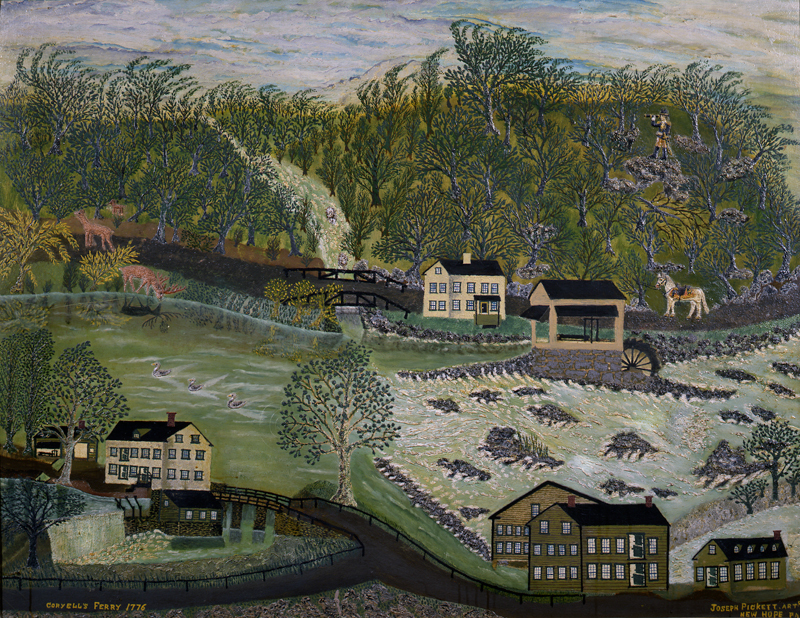
Coryell’s Ferry, 1776
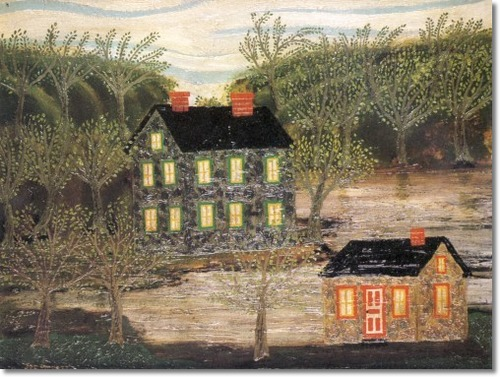
Houses By A Stream Lambertville